# Wzgórze Wandy (Kotlina Jeleniogórska)
Wzgórze Wandy (niem. Audienz-Berg, 401 m n.p.m.) – wzniesienie w południowo-zachodniej Polsce, w Jeleniej Górze, w północnej części Kotliny Jeleniogórskiej, w północnej części Wzgórz Łomnickich.

## Położenie
Wzniesienie położone w północnej części Kotliny Jeleniogórskiej, na północnym skraju Wzgórz Łomnickich, około 1 km na południe od dworca kolejowego w Jeleniej Górze. Na północy łączy się z Wzgórzem Partyzantów, na wschodzie z Paulinum, na zachodzie ze Wzgórzem Kościuszki.

## Opis
Wzgórze Wandy jest niewielkim wzniesieniem Wzgórz Łomnickich, w ich północnej części. Zbocza są łagodne, a wierzchołek lekko szpiczasty, z rumowiskiem głazów.

## Budowa geologiczna
Wzniesienie zbudowane z granitów karkonoskich w odmianie porfirowatej, średnio- i gruboziarnistych, z nielicznymi aplitami, uformowane w wyniku ich selektywnego wietrzenia. Na szczycie znajduje się skupisko głazów. Pojedyncze głazy granitowe występują na zboczach.

## Roślinność i zagospodarowanie
Szczytowe partie wzniesienia pokrywają lasy o charakterze parkowym, ale ze wszystkich stron wkracza zabudowa Jeleniej Góry.

## Turystyka
W okolicach Wzgórza Wandy nie przechodzą żadne szlaki turystyczne.